# خوشة مهر (بناجوي الشرقي)
خوشة مهر (بالفارسية: خوشه‌مهر) هي مستوطنة تقع في إيران في قسم بناجوي الشرقي الريفي. يقدر عدد سكانها بـ 3,633 نسمة .